# Blaise Harrison
Blaise Harrison és un director de cinema franco-suís.

## Biografia
Graduat a l'École cantonale d'art de Lausanne el 2003, Blaise Harrison va signar la imatge i va codirigir amb  Maryam Goormaghtigh (Avant la fin de l'été) el curtmetratge. Bibeleskaes (29 min), pel·lícula documental autoproduïda rodada en súper 16 mm. Aquesta pel·lícula va ser seleccionada al festival Visions du Réel de Nyon l'any 2006.
Després de treballar com a director i director de fotografia per a Cut Up, una revisió documental d'ARTE produïda per Quark Productions emesa el 2009/2010, va dirigir e documental  Armand, 15 ans l'été, coproduït per Les Films du Poisson i ARTE France com a part d'una col·lecció de primers documentals iniciat per Arte al voltant del tema "Nois i noies". Aquesta pel·lícula va ser seleccionada per a la Quinzena de Cineastes al Festival de Canes l'any 2011 així com en nombrosos festivals a l'estranger, inclòs el Festival dei Popoli a Florència on va guanyar el Premi al Millor Documental.
El 2013, va rodar un nou documental, L'Harmonie, coproduït per Les Films du Poisson, Bande à part Films, ARTE France i la RTS. Va ser seleccionat al Festival Internacional de Cinema de Locarno el 2014 i va obtenir una estrella de la SCAM.
El 2016, Blaise Harrison apareix a la llista de "100 personalitats que formen la Suïssa francòfona" publicada pel setmanari suís L'Hebdo.
El 2017, el seu primer llargmetratge de ficció Les Particules va guanyar un premi de guió com a part de l'Ajut a la Creació de la Fundació Gan per al Cinema i obté l'avançament dels rebuts del CNC. Distribuït per Les Films du losange, es va estrenar el 2019 després de ser presentat al Festival de Canes en la selecció de la Quinzena de Cineastes. Va ser nominada a la categoria de millor pel·lícula de ficció als Premis del Cinema Suís i va guanyar un Paó d’Or (Premi a la millor pel·lícula) al Festival Internacional de Cinema de l'Índia. (IFFI GOA 2019).

## Filmografia

### Curts i migmetratges
- 2003 : Ne10 (9 min)
- 2006 : Bibeleskaes (29 min) - Codirectora : Maryam Goormaghtigh
- 2009-2010 : Cut Up
- 2011 : Armand, 15 ans l'été (50 min)
- 2013 : L'Harmonie (60 min)
- 2016 : Armand, New York (18 min)

### Llargmetratge
- 2019 : Les Particules

## Distincions
- 2011 : Premi al millor documental, Festival dei popoli
- 2015 : Estrella de la SCAM
- 2017 : Guanyador de la Fundació Gan per al Cinema[8]
- 2019 : Premi Paó d’Or (Premi a la millor pel·lícula), IFFI Goa 2019